# Lee Lai-shan
Lee Lai-shan (chinesisch 李麗珊 / 李丽珊, Pinyin Lǐ Lìshān, Jyutping Lei5 Lai6saan1; * 5. September 1970 in Cheung Chau) ist eine ehemalige Seglerin aus Hongkong. Sie wurde bei den Olympischen Sommerspielen 1996 Olympiasiegerin im Windsurfen.

## Karriere
Lee Lai-shan begann im Alter von 12 Jahren mit dem Windsurfen. Mit 17 Jahren nahm sie zum ersten Mal an Wettkämpfen teil und trat zwei Jahre später der Mannschaft von Hongkong bei. Während dieser Zeit gewann sie viele internationale Wettkämpfe. Zum Beispiel konnte sie bei den Asienspielen 1990 und 1994 die Silber- sowie 1998 und 2002 die Goldmedaille gewinnen. Bei den Olympischen Sommerspielen 1996 in Atlanta gewann sie die erste und bis zum Sieg Cheung Ka Longs im Florettfechten bei den Olympischen Sommerspielen 2020 einzige Goldmedaille für Hongkong. Insgesamt trat sie von 1992 bis 2004 bei allen vier Olympischen Spielen an. 1993, 1997 und 2001 wurde sie zudem Weltmeisterin im Windsurfen.
Nach den Spielen begann sie an der University of Canberra Sportmanagement zu studieren.
Lee wurde mit dem „Ten Outstanding Young Persons Award“ und dem Bronze Bauhinia Star Award für ihre herausragenden Leistungen in der internationalen Sportszene ausgezeichnet. In der Nähe des Strandes von ihrer Heimat Cheung Chau wurde für sie ein Denkmal errichtet.
Beim olympischen Fackellauf 2008 trug sie als erste Person die Fackel in Hongkong.

## Privatleben
Lee ist mit dem fünf Jahre älteren Windsurfer Sam Wong (黃德森, kantonesisch Wong Tak-Sum), den sie im Hongkonger Olympiamannschaft kennengelernt hat, verheiratet. Das Paar hat gemeinsam zwei Töchter, Haylie (黃希皚) und Kallie Wong (黃嘉怡).

## Trivia
Als Sportidol wird Lee in der Öffentlichkeit umgangssprachlich von ihren Fans meist mit „Sansan“ bzw. „Saansaan“ (珊珊, auch „Shanshan“, die Koseform von „Lai-shan“ 麗珊) angesprochen.